# Litophasia hyalipennis
Litophasia hyalipennis là một loài ruồi trong họ Tachinidae.